# The Unwelcome Mother
The Unwelcome Mother è un film muto del 1916 diretto da James Vincent su una sceneggiatura di Mary Murillo.

## Produzione
Il film fu prodotto dalla Fox Film Corporation.

## Distribuzione
Distribuito dalla Fox Film Corporation, il film uscì nelle sale cinematografiche statunitensi il 3 settembre 1916.
Non si conoscono copie ancora esistenti della pellicola che viene considerata presumibilmente perduta.